# Valenciennea alleni
Valenciennea alleni és una espècie de peix de la família dels gòbids i de l'ordre dels perciformes.

## Morfologia
- Els mascles poden assolir 7,4 cm de longitud total.[4]

## Alimentació
Menja invertebrats petits, en particular copèpodes.

## Hàbitat
És un peix marí, de clima tropical i associat als esculls de corall que viu entre 2-9 m de fondària.

## Distribució geogràfica
Es troba al nord d'Austràlia: des de Shark Bay (Austràlia Occidental) fins a Decapolis Reef (Queensland).

## Observacions
És inofensiu per als humans.